# شهرک شهید بهشتی (مشهد)
شهرک شهید بهشتی، مجتمعی مسکونی در شهر مشهد بوده که در سال 1355 شمسی ساخته شده و به صورت آپارتمانی است.

## موقعیت جغرافیایی
این شهرک در جنوب شرقی شهر مشهد واقع شده و از جنوب با بزرگراه غدیر، از شرق با محله محمد آباد، از شمال با محله ابراهیمیان و از غرب با بولوار شهید رستمی هم مرز است.